# Octonoba longshanensis
Octonoba longshanensis là một loài nhện trong họ Uloboridae.
Loài này thuộc chi Octonoba. Octonoba longshanensis được miêu tả năm 1997 bởi Xie et al..